# Amtsbezirk Wilstrup
Der Amtsbezirk Wilstrup war ein Amtsbezirk im Kreis Hadersleben in der Provinz Schleswig-Holstein.
Der Amtsbezirk wurde 1889 gebildet und umfasste die folgenden Gemeinden: 
1. Kjelstrup
2. Lunding
3. Norder Wilstrup
4. Süder Wilstrup
5. Wandling

1920 wurde der Amtsbezirk aufgelöst und die Gemeinden aufgrund der Volksabstimmung in Schleswig an Dänemark abgetreten.